# رئوف دنکتاش
رئوف دنکتاش (به ترکی استانبولی: Rauf Denktaş) (زاده ۲۷ ژانویه ۱۹۲۴ – درگذشته ۱۳ ژانویه ۲۰۱۲) رهبر سابق جمهوری ترک نشین قبرس شمالی بود که در خلال سال‌های ۱۹۸۳ تا ۲۰۰۵ این مسئولیت را برعهده‌داشت. دنکتاش در ۱۳ ژانویه ۲۰۱۲ در سن ۸۷ سالگی در پی بیماری درگذشت.